# Història del republicanisme espanyol

Bandera de la II República Espanyola, utilitzada des de fa més d'un segle pel moviment republicà espanyol.

A Espanya ha existit una persistent corrent de pensament republicana al llarg dels segles xix, xx i XXI, que no obstant això han cristal·litzat solament en dos curts períodes de la història que sumen menys de 10 anys de la història espanyola. Aquests períodes en els quals la República va ser la forma de govern de l'Estat espanyol van ser la Primera República Espanyola, entre l'11 de febrer de 1873 i el 29 de desembre de 1874; i la Segona República Espanyola, entre el 14 d'abril de 1931 i l'1 d'abril de 1939.
En l'actualitat, malgrat que Espanya és des de les Lleis Fonamentals del franquisme una monarquia, que es va convertir en monarquia parlamentària amb la Constitució de 1978, acceptada per l'oposició al franquisme, tradicionalment republicana (fonamentalment el Partit Comunista d'Espanya -PCE- i el Partit Socialista Obrer Espanyol -PSOE-), el republicanisme va seguir existint. Algunes enquestes indiquen que fins i tot presenta un creixement entre l'opinió pública del país. Els partits polítics amb major representació que han reincorporat en els últims anys la reivindicació "republicana" són la coalició de partits Izquierda Unida, el major membre de la qual és el PCE, Iniciativa per Catalunya Verds-ICV i Esquerra Republicana de Catalunya)

## Del naixement del liberalisme a la caiguda d'Isabel II

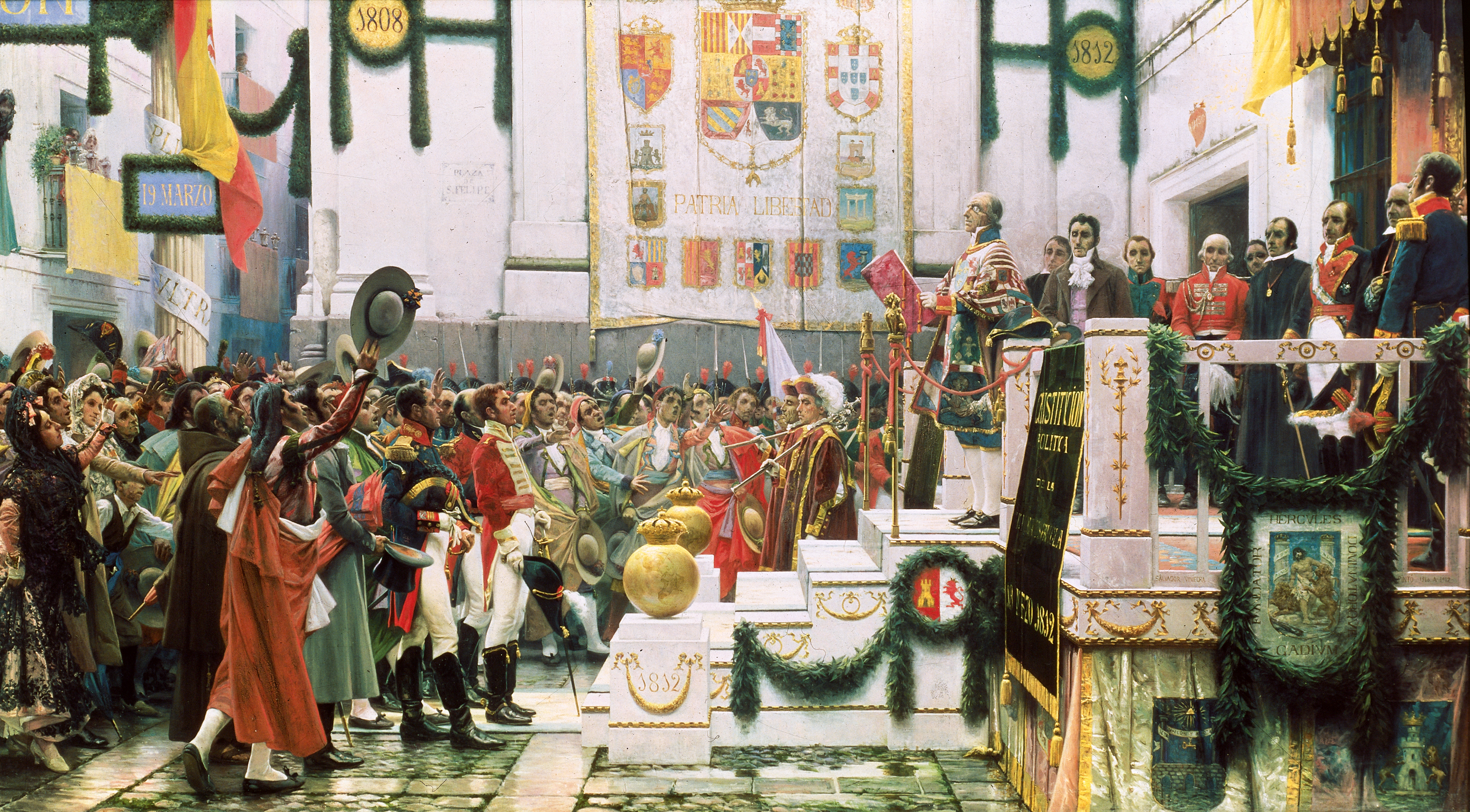
La promulgació de la Constitució de 1812, obra de Salvador Viniegra (Museu de les Corts de Cadis).

### La Guerra del Francès i el regnat de Ferran VII
Els orígens del republicanisme a Espanya han de buscar-se en el liberalisme, l'origen del qual a Espanya es va produir després de la Revolució francesa (1789-1799) i les primeres manifestacions de la qual han de buscar-se en la Guerra del Francès (1808-1814), durant la qual les tropes napoleòniques franceses van ocupar el país, instal·lant en el tron espanyol a Josep I Bonaparte, germà de l'Emperador francès.

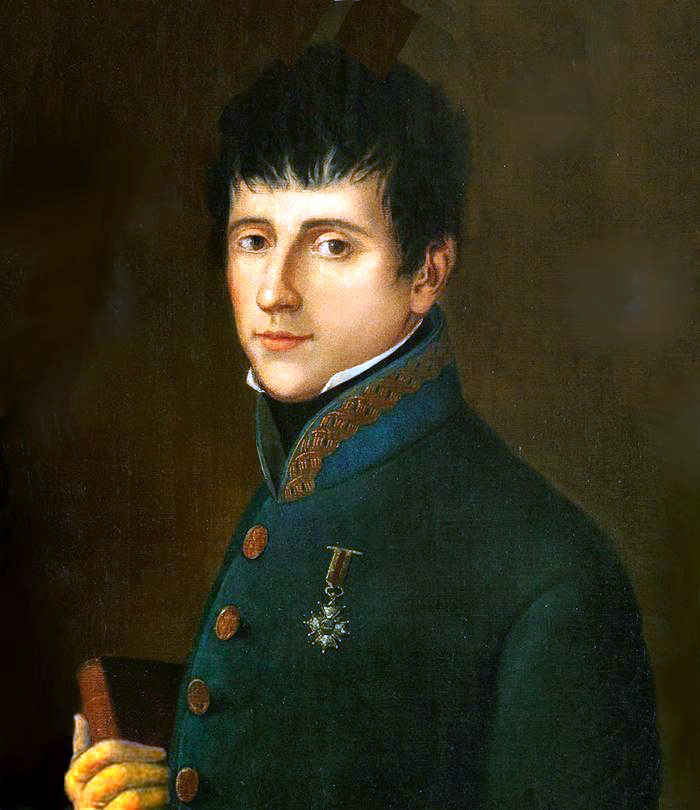
Rafael de Riego.

Durant la guerra, els liberals espanyols, membres de l'aristocràcia i la burgesia incipient, es van dividir entre els dos bàndols: els anomenats "afrancesats" van fer costat al nou rei, Josep I, mentre que els anomenats "patriotes" van guardar fidelitat a Ferran VII, l'anterior rei Borbó. Van ser aquests últims els que van elaborar la Constitució espanyola de 1812 a Cadis, monàrquica però liberal. No obstant això, amb el triomf en la guerra dels partidaris de Ferran VII, l'absolutisme va retornar a Espanya i es va iniciar la persecució dels liberals.
En 1820, el pronunciament del general Rafael de Riego a Las Cabezas de San Juan, va obligar Ferran VII a acceptar la Constitució de 1812, començant així el Trienni Liberal. Encara que la institució monàrquica no es qüestionés, la desafecció dels liberals enfront de la persona del rei era evident, com demostra la difusió del Trágala (una cançó satírica convertida en lema). Les conspiracions i tractes del rei amb les altres monarquies de la Restauració Europea obtindrien els seus fruits, al reinstaurar la monarquia absoluta a Espanya un exèrcit francès que va penetrar al país en 1823, els anomenats "Cent Mil Fills de Sant Lluís". Va començar llavors la Dècada Ominosa, de persecució sense treva als liberals.
Precisament, entre l'inici de l'ocupació francesa en 1808 i 1824 van tenir lloc les Guerres d'independència hispanoamericanes, que van convertir a l'Amèrica espanyola en set estats independents diferents: sis repúbliques (Bolívia, Xile, Gran Colòmbia, Paraguai, Perú i Províncies Unides del Riu de la Plata) i un imperi (Mèxic), que més tard es dividirien.

### Regnat d'Isabel II

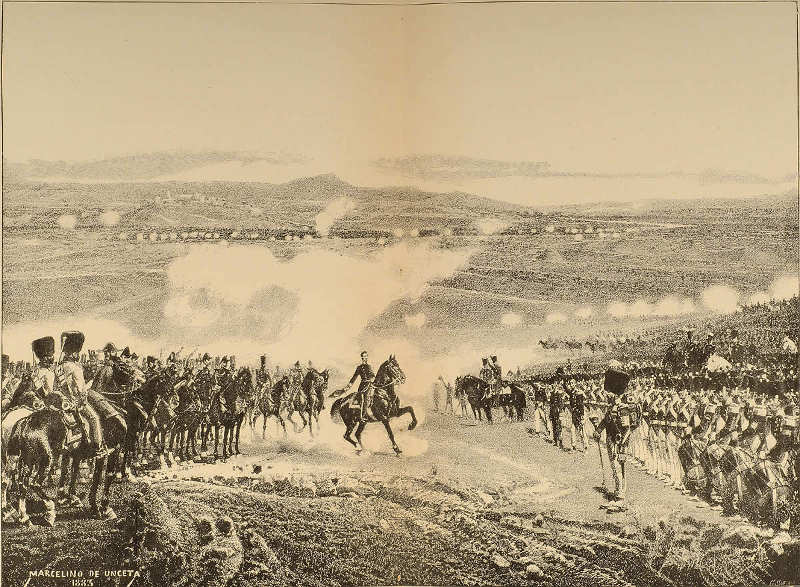
Batalla de Mendigorria, en la Primera Guerra Carlina.

En 1833, Ferran VII va morir deixant el tron a la seva filla de tres anys, Isabel II, sota la regència de la seva esposa Maria Cristina de Borbó. La regent va haver d'aliar-se amb els liberals, car els absolutistes preferien com a rei Carles Maria Isidre de Borbó, germà de Fernando, que reclamava tenir millors drets successoris. Va haver-hi moviments republicans esporàdics a Barcelona (1836 i 1837), acabdillats per Ramon Xaudaró i Fàbregas, aviat sufocats. Després de la victòria de l'exèrcit cristí, com es deia als partidaris d'Isabel II i la seva mare, en la Primera Guerra Carlina; en 1840 el general progressista Baldomero Espartero va aconseguir, després d'una revolta contra la regent María Cristina, assumir ell la regència. El seu autoritarisme va provocar la seva caiguda el 1843, després d'una revolta del general moderat Ramón María Narváez, donant començament en 1844 la Dècada Moderada, de domini dels liberals moderats, això és, els més conservadors.
El fracàs dels intents de matrimoni amb el pretendent carlí al tron, Carles Lluís de Borbó i de Bragança, portarien a la Segona Guerra Carlina (1846-1849), amb nova victòria isabelina. Alhora, la reina contrauria matrimoni (contra la seva voluntat) amb el seu cosí Francesc d'Assís de Borbó, sobre el qual hi havia nombrosos rumors que era homosexual. Els acudits i rumors populars, abundants en l'Espanya de l'època, sobre l'homosexualitat del rei i la suposada nimfomania, de la reina, causarien un important descrèdit de la monarquia.
Entre 1848 i 1851 tindria lloc la Segona República Francesa. Apareixeria ja en aquests anys un sentiment molt crític cap al govern moderat i la cort, de fet, ja en 1849 apareixeria el Partit Democràtic, escindit del Progressista, de caràcter demòcrata, que va derivar al republicanisme. Aquest sentiment va culminar en la Revolució de 1854, capitanejada per Leopoldo O'Donnell, i que va portar a un canvi de govern a favor dels progressistes, però no a una caiguda de la monarquia. No obstant això, degut a la inestabilitat originada, el Bienni Progressista fou derrocat per O'Donnell, qui va donar un cop d'estat el 1856, iniciant els governs de la Unió Liberal, la seva partit.
La deterioració de la situació política, i el desprestigi de la reina i els seus governs, van fer que refermessin els moviments contra la monarquia i cobrés força el republicanisme. Això es va deure a fets com els successos de la Nit de Sant Daniel, el 10 d'abril de 1865, en la qual foren reprimides sagnantment les protestes estudiantils a causa del cessament del rector de la Universitat Central de Madrid i la destitució d'alguns catedràtics, entre ells Emilio Castelar, que poc abans havia publicat un article anomenat El rasgo en el qual denunciava l'apropiació per part de la reina del 25% del producte de les vendes del Patrimoni Reial. El 1866 tindrien lloc les revoltes de Villarejo de Salvanés i de la caserna de San Gil, fracassades i ofegades en sang, i se signaria el Pacte d'Oostende, contra Isabel II, per part de representants del Partit Progressista i del Partit Democràtic, als quals acabaria unint-se la Unió Liberal. Finalment, el triomf de la Revolució de 1868 va provocar la caiguda d'Isabel II, obligada a exiliar-se.

## Republicanisme durant el Sexenni Revolucionari

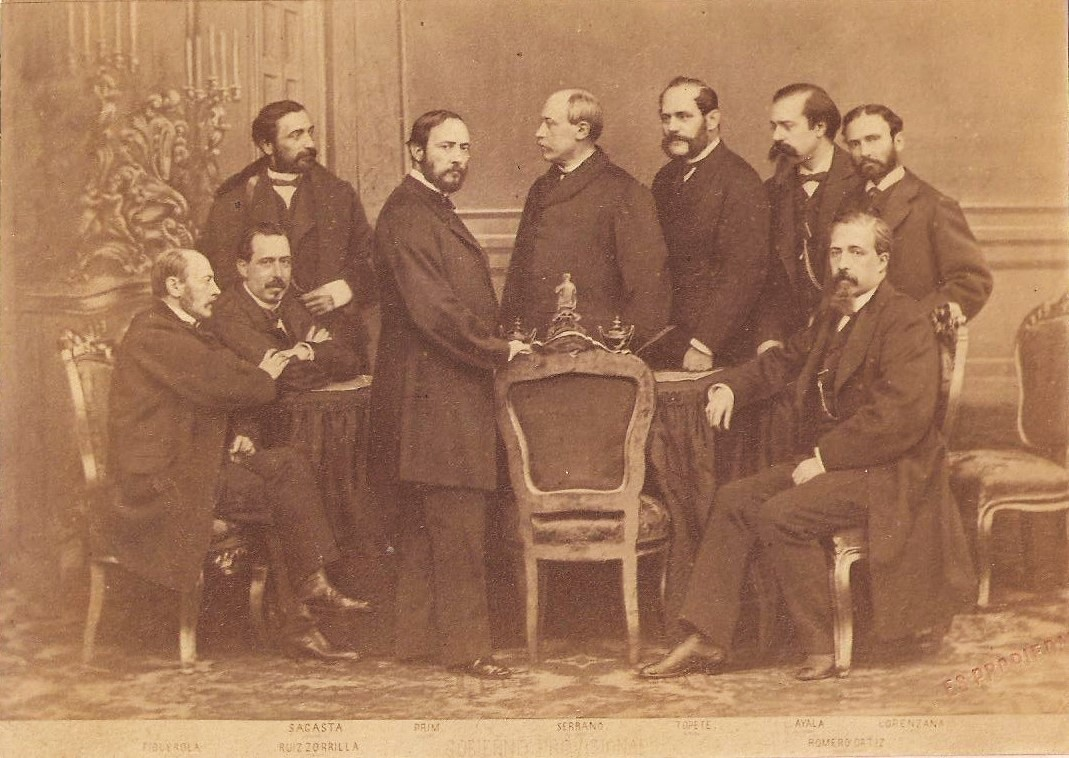
El Govern provisional en 1869.

### Govern provisional i el regnat d'Amadeu I
Amb el triomf de La Gloriosa, com fou coneguda popularment la Revolució de 1868, es va establir un Govern provisional, que va establir el sufragi universal masculí, i va convocar a eleccions a Corts constituents al gener de 1869, que elaborarien una Constitució.
Malgrat la caiguda dels Borbó, seguia existint un notable dilema entre Monarquia o República. En les eleccions generals espanyoles de 1869, finalment, triomfarien els monàrquics, havent-hi solament 85 diputats republicans de 352, pertanyents al Partit Republicà Democràtic Federal. La Constitució de 1869 que elaboraren les Corts, finalment, fou de caràcter monàrquic i demòcrata.

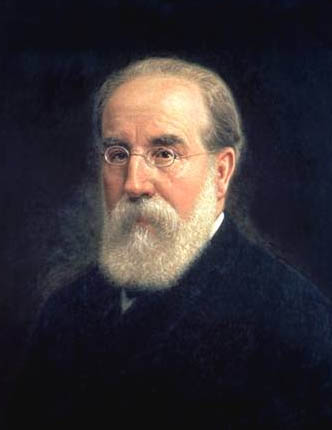
Francesc Pi i Margall.

No obstant això, els monàrquics eren de molt diferent signe: n'hi havia d'isabelins o alfonsins, és a dir, partidaris d'Isabel II o del seu fill el príncep Alfons. N'hi havia també carlins; però els més nombrosos eren els partidaris de nomenar rei algun príncep d'alguna cort europea caracteritzada pel seu respecte al sistema parlamentari, i per descomptat d'una dinastia diferent a la de Borbó. La candidatura de l'alemany Leopold von Hohenzollern-Sigmaringen va causar temor a França a la presència de dues monarquies de la mateixa dinastia frontereres amb França, Alemanya i Espanya, i la tensió resultant va ser la causa de la Guerra Franco-Prussiana (que va provocar la caiguda del Segon Imperi Francès i la seva substitució per la Tercera República Francesa en 1870). Finalment, va ser escollit el savoià Amadeu I de Savoia el 26 de novembre de 1870. Però l'atemptat contra el seu principal valedor, Joan Prim i Prats, l'endemà, a causa del qual va morir, va deixar baldada a la nova monarquia des d'un principi. Una Espanya inestable per la guerra a Cuba i el rebuig al nou rei per part de republicans (alguns dels seus sectors havien protagonitzat aixecaments el 1869), carlins (que van començar la Tercera Guerra Carlina el 1872), l'aristocràcia, l'Església Catòlica, i part del poble, el va portar a abdicar l'11 de febrer de 1873.

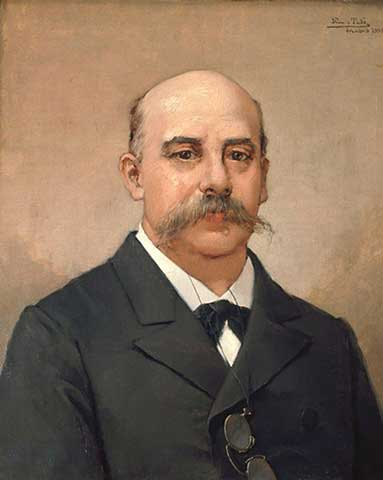
Emilio Castelar.

El republicanisme durant el Sexenni Revolucionari va estar agrupat entorn del Partit Republicà Democràtic Federal, dirigit per Francesc Pi i Margall. Aquest partit estava dividit en dos grans corrents: la federalista, i la unitària (representada per Emilio Castelar). D'aquestes, la major era la federalista, i alhora es dividia en dues tendències: la transigent (o moderada), representats pel mateix Pi i Margall, i la intransigent, representada per José María Orense. En successives eleccions, va ser creixent la seva força, tenint 52 escons a les eleccions generals espanyoles de 1871, 52 a les eleccions generals espanyoles d'abril de 1872, i 78 a les eleccions generals espanyoles d'agost de 1872 (als que s'afegirien dos republicans independents i unitaris).

### Primera República espanyola

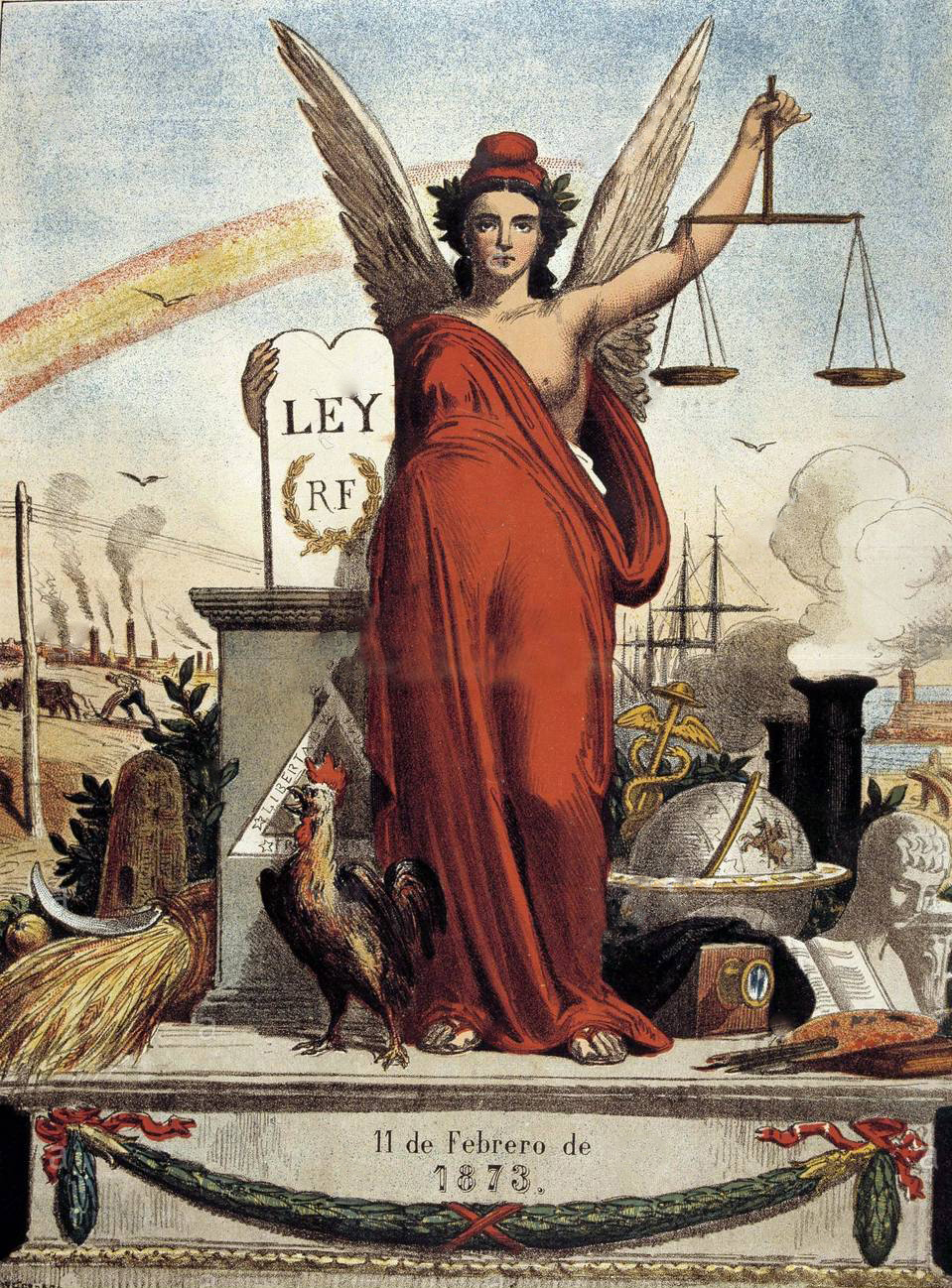
Al·legoria de la Primera República Espanyola, apareguda en la revista "La Flaca".

L'11 de febrer de 1873, davant la renúncia al tron d'Amadeu I, i malgrat la majoria de diputats monàrquics, el Congrés i el Senat, reunits en Assemblea Nacional, van proclamar la República per 258 vots a favor i 32 en contra. En la mateixa sessió, va ser nomenat President del Poder Executiu el republicà federalista Estanislau Figueras i de Moragas.
Malgrat que els republicans federalistes, tot i que es van reafirmar en tal condició, van renunciar llavors a imposar la República federal, esperant que aquesta decisió fos presa democràticament per les Corts, el 23 d'abril va haver-hi un intent fallit de cop d'estat. Mentre, el Govern, format per republicans federalistes i progressistes, havia d'assumir una desastrosa situació econòmica, a la qual se sumaven les guerres en Cuba i al nord (la insurrecció carlina), i se signava el cessament del servei militar obligatori, substituint-lo per un voluntari.
Les eleccions a Corts Constituents de maig de 1873 es convocaren enmig del boicotg i abstenció de monàrquics, unitaris i fins i tot moviments obrers. El resultat va ser de 346 diputats republicans federals i un diputat republicà unitari, de 383 diputats en total. L'1 de juny es va obrir la primera sessió de les Corts Constituents. La seva primera proposta aprovada va ser la que establia com a forma de govern de l'Estat la "República democràtica federal".

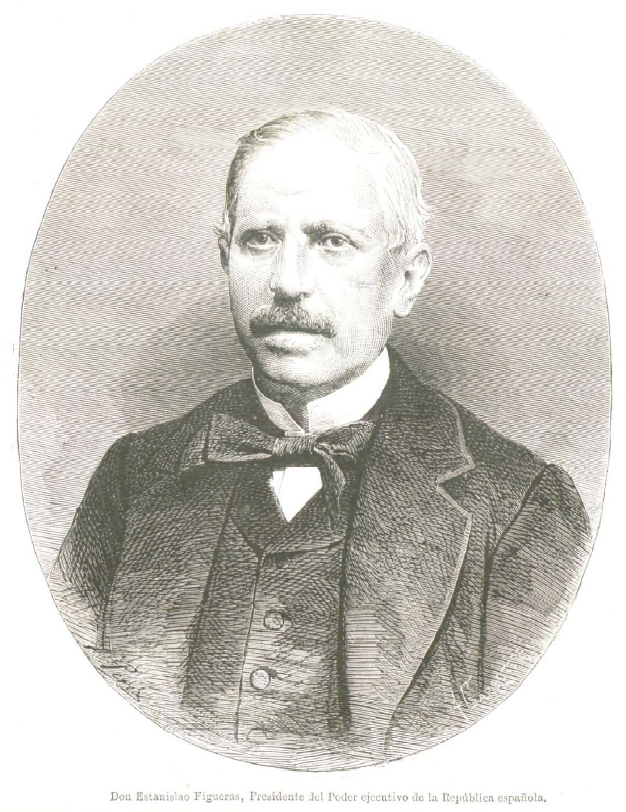
Estanislau Figueras.

No obstant això, les divisions entre els republicans eren patents. El 10 de juny va dimitir Figueras, i fou nomenat President l'endemà Pi i Margall. L'esforç principal del nou govern seria la redacció de la nova Constitució, i l'aprovació d'una sèrie de lleis de caràcter social: el repartiment de terres desamortitzades entre arrendataris, colons i parcers, el restabliment de l'exèrcit regular, amb lleves obligatòries, la separació de l'Església i l'Estat, l'abolició de l'esclavitud, l'ensenyament obligatori i gratuït, la limitació del treball infantil, la creació de jurats mixts d'empresaris i treballadors, el dret a la sindicació obrera i la jornada de treball de 8 hores. El 16 de juny es va nomenar una comissió de 25 membres que havia d'elaborar la nova Constitució, i que va redactar el Projecte de Constitució Espanyola de 1873, que s'atribueix principalment a Castelar. Però al llarg del mes de juliol esclatava en diferents punts de la geografia del país la Revolució Cantonal, promoguda pels republicans federalistes intransigents i amb influències anarquistes. A conseqüència d'això, i negant-se a reprimir la revolta, Pi i Margall va dimitir, sent nomenat President el republicà federalista moderat Nicolás Salmerón.

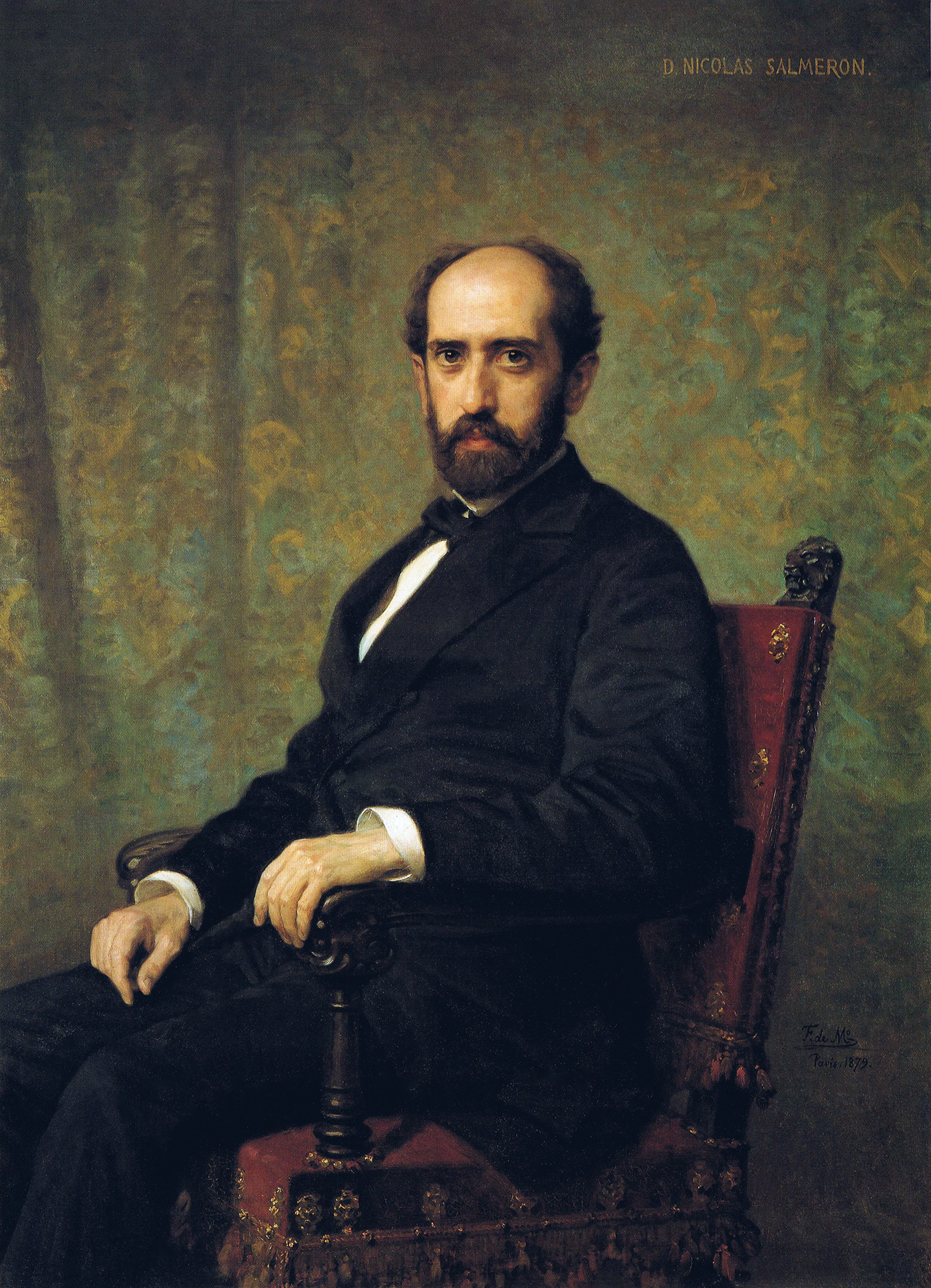
Nicolás Salmerón.

Els cantonalistes pretenien l'aixecament dels municipis i la seva constitució en cantons independents, que més tard formarien una Confederació a nivell de tot Espanya. La major part dels cantons van ser ràpidament derrotats, després que Salmerón enviés als generals Arsenio Martínez Campos i Manuel Pavía a sufocar la rebel·lió. No obstant això, Salmerón, obertament contrari a la pena de mort, va dimitir el 6 de setembre, en negar-se a signar diverses sentències de mort.
El 7 de setembre va ser nomenat President l'unitari Emilio Castelar. Sota la seva presidència, va reorganitzar l'exèrcit, i les Corts li van concedir poders extraordinaris per governar, tancant-se el 20 de setembre i tornant-les a convocar el 2 de gener de 1874. En obrir-se les noves Corts, va perdre la seva confiança, votant-se la substitució de Castelar com a President pel federal Eduardo Palanca Asensi. No obstant això, l'unitari Manuel Pavía, Capità General de Castella la Nova, va irrompre amb una unitat militar en l'hemicicle durant la votació, donant un cop d'estat.
Pavía va oferir la presidència al general Serrano, qui ja havia dirigit el Govern provisional de 1868. Després de la formació d'un govern de concentració que va excloure als republicans federals, va intentar dur a terme una dictadura republicana conservadora, a similitud de Mac-Mahon a França. El 13 de gener va caure l'últim cantó que resistia, el de Cartagena. No obstant això, la guerra carlina seguia tenint lloc en el nord, i mentre els monàrquics alfonsins conspiraven per a la tornada de la monarquia borbònica.
El 29 de desembre va tenir lloc el pronunciament alfonsí del general Martínez Campos a Sagunt, que va precipitar els esdeveniments i va imposar la coronació d'Alfons XII.

## El republicanisme durant la Restauració

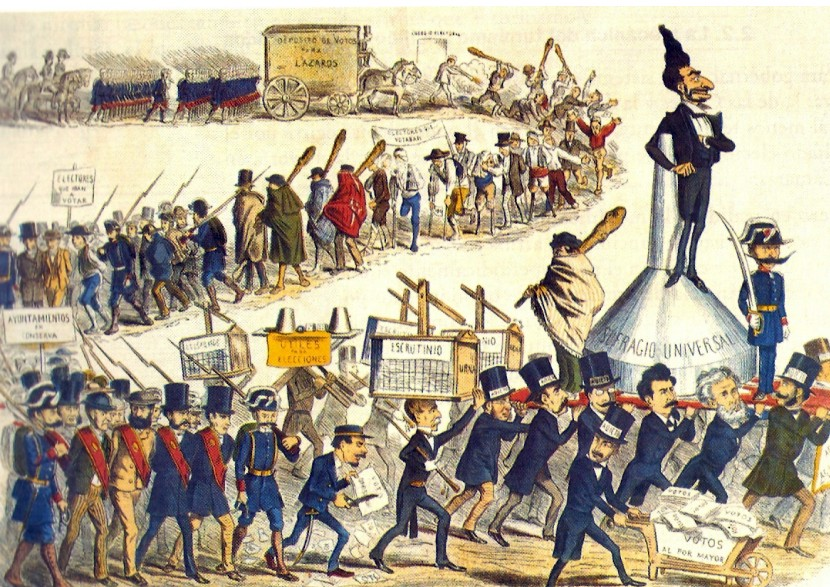
Caricatura satírica del setmanari "La Flaca" que ironitza sobre la farsa electoral. Amb Sagasta al capdavant, apareix una comitiva de cacics, sicaris, forces de l'ordre públic, camperols i obrers presoners i la manipulació de les paperetes fent votar als morts.

### El regnat d'Alfons XII
Després de la Restauració de la monarquia borbònica a Espanya, el nou rei va encarregar a Antonio Cánovas del Castillo la creació del nou règim de govern, que devia ser al temps liberal i tradicional, i de superar els vicis que van provocar la caiguda d'Isabel II. El 20 de gener de 1876 es van convocar eleccions a Corts Constituents, amb sufragi universal masculí, però que van suportar una forta abstenció electoral. Solament sis dels 391 diputats triats eren republicans (cinc pel Partit Radical de Cristino Martos i Emilio Castelar pel Partit Demòcrata). D'aquelles Corts sorgí la Constitució Espanyola de 1876, promulgada el 30 de juny.
La base del nou sistema estava en un turnisme polític pacífic dels dos grans partits, el Partit Liberal Conservador de Cánovas i el Partit Liberal de Práxedes Mateo Sagasta, qui ja havia presidit governs durant el regnat d'Amadeu I i la dictadura de Serrano. En el nou sistema, era el rei qui nomenava al cap de govern i als ministres, els qui "preparaven" les eleccions mitjançant pràctiques caciquils i tupinades, assegurant-se una majoria parlamentària estable. Quan el govern es veia desgastat, el rei cridava al líder de l'altre partit per al govern, repetint-se de nou el procés. A això s'afegia que el sufragi fos censatari, i no universal, després del seu restabliment per Cánovas el 1878. L'alternança política es va posar en pràctica per primera vegada en 1881, després de cedir Cánovas el poder a Sagasta.
Quant a les guerres encara obertes, finalment es va aconseguir la derrota carlina en 1876 i la fi de la guerra a Cuba mitjançant la Pau de Zanjón en 1878.
El republicanisme, en aquest temps, estava dividit en diversos corrents. El Partit Demòcrata, dirigit per Castelar, més tard Partit Demòcrata Possibilista (PDP), va ser el que va obtenir durant més temps representació parlamentària: 6 escons el 1879, 10 el 1881 i 3 el 1884.
També van obtenir representació parlamentària el Partit Progressista Demòcrata, dirigit per Cristino Martos, més tard Partit Progressista Republicà Demòcrata (PPRD): 8 escons en 1879 i 10 en 1881. Després de la integració del PPRD en la Izquierda Dinástica (Martos també va retornar a posicions monàrquiques), van quedar dos independents republicans amb representació parlamentària després de les eleccions generals espanyoles de 1884.
També convivien amb els anteriors el republicanisme federalista de Francesc Pi i Margall, i les conspiracions republicanes en les quals va intervenir des de l'exili Manuel Ruiz Zorrilla (qui en 1883 va fundar l'Associació Republicana Militar i va tenir un paper destacat en el pronunciament militar fracassat de Badajoz).

### La regència de Maria Cristina

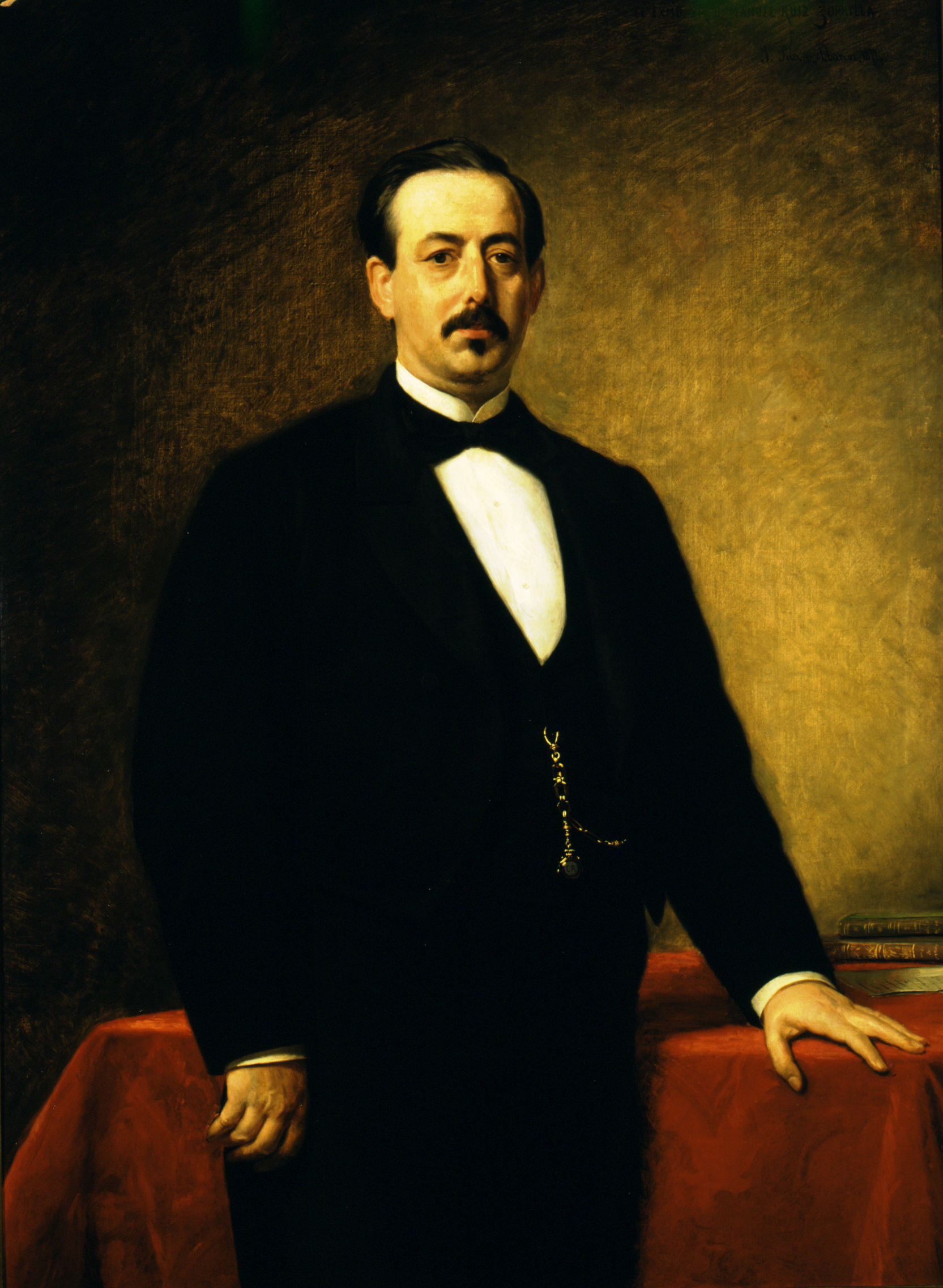
Manuel Ruiz Zorrilla.

El 25 de novembre de 1885 va morir Alfons XII, deixant la seva esposa Maria Cristina d'Habsburg-Lorena, embarassada, com a regent. Davant la complicada situació, temorosos de rebel·lions republicanes i carlines, Cánovas i Sagasta van signar el Pacte del Pardo, que va consolidar el turnisme entre els partits Conservador i Liberal que tots dos representaven. De fet, el 1886 es van viure els últims pronunciaments militars republicans, un a Cartagena, i un altre a càrrec del general Manuel Villacampa en Madrid, tots dos fracassats (i en els quals va tenir una activa participació Ruiz Zorrilla). El 17 de maig de 1886 va néixer ja com a rei el fill pòstum d'Alfons XII, Alfons XIII.
A conseqüència del Pacte del Pardo, Cánovas va cedir el poder a Sagasta el 27 de novembre de 1885, qui va convocar eleccions pel 4 d'abril de 1886. En aquestes eleccions, que va guanyar el Partit Liberal de Sagasta (amb totes les irregularitats pròpies del sistema), el Partit Republicà Progressista de Ruiz Zorrilla i Nicolás Salmerón va obtenir 12 escons, el Partit Demòcrata Possibilista d'Emilio Castelar 10 escons, i el Partit Republicà Democràtic Federal de Francesc Pi i Margall un escó.
Durant el seu govern de 1885-1890 (l'anomenat "Parlament llarg") Sagasta va promulgar la Llei d'Associacions de 1887, que legalitzava els sindicats i els partits polítics; i va restaurar en 1890 el sufragi universal masculí. El sufragi universal va afavorir que a les grans ciutats (on el caciquisme i les tupinades tenien menys poder) els partits republicans i obrers tinguessin major representació. A les eleccions generals espanyoles de 1891, les primeres amb sufragi universal masculí des de 1876, va guanyar Cánovas (al govern des de 1890), obtenint els republicans un total de 29 escons d'un total de 401: 11 del Partit Republicà Progressista de Ruiz Zorrilla, 7 dels possibilistes de Castelar, 4 dels federals de Pi i Margall, 3 del Partit Republicà Centralista de Salmerón i un d'independent.
A les eleccions generals espanyoles de 1893, els republicans progressistes, federalistes i centralistes van formar una coalició electoral, la Unió Republicana, que va aconseguir 32 escons, obtenint a més la victòria a les províncies de Madrid i Barcelona, a les respectives capitals i en València. Per la seva banda, els republicans possibilistes, que no van participar de la coalició, van obtenir 15 escons. No obstant això, aquest mateix any, Castelar va dissoldre el PDP i va aconsellar la integració en el Partit Liberal, cosa a la qual un sector del partit es va oposar, fundant la Unió Constitucional Republicana (UCR) i integrant-se en la Unió Republicana.

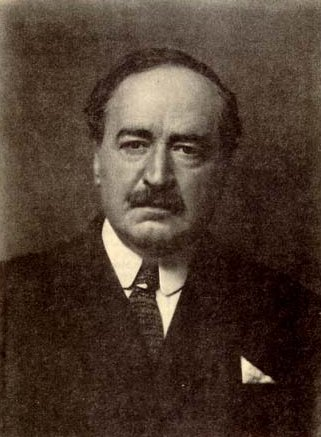
Vicent Blasco Ibáñez.

El 1895 va morir Ruiz Zorrilla, la qual cosa provocà una crisi en el Partit Republicà Progressista. Finalment, va assumir el lideratge Josep Maria Esquerdo i Zaragoza, si bé un sector del partit es va unir a la UCR formant el Partit Republicà Nacional (PRN). A les eleccions generals espanyoles de 1896 la Unió Republicana i el PRN van decidir boicotejar les eleccions. Van obtenir escons com possibilistes independents Castelar i tres republicans més.
En 1897 va ser assassinat Cánovas, que en aquell moment exercia el govern. El va substituir al capdavant del Partit Conservador i al capdavant del Govern Francisco Silvela. Aquest mateix any, PRN, centralistes, antics possibilistes i Vicent Blasco Ibáñez van formar la Fusió Republicana, que es va presentar a les eleccions generals espanyoles de 1898, obtenint 18 escons, baixant a 11 a les eleccions generals espanyoles de 1899 (de 402 escons), si bé també van obtenir representació el PRDF de Pi i Margall (2 escons) i quatre independents republicans, entre ells Blasco Ibáñez.
A les eleccions generals espanyoles de 1901 la Fusió Republicana es coalitzà amb el PRDF, obtenint 14 escons. Els republicans blasquistes obtingueren 2 escons i guanyaren en València. A aquests cal afegir un republicà independent. Amb la mort de Pi i Margall, assumí el lideratge del PRDF Eduardo Benot Rodríguez.

### La crisi del règim de la Restauració

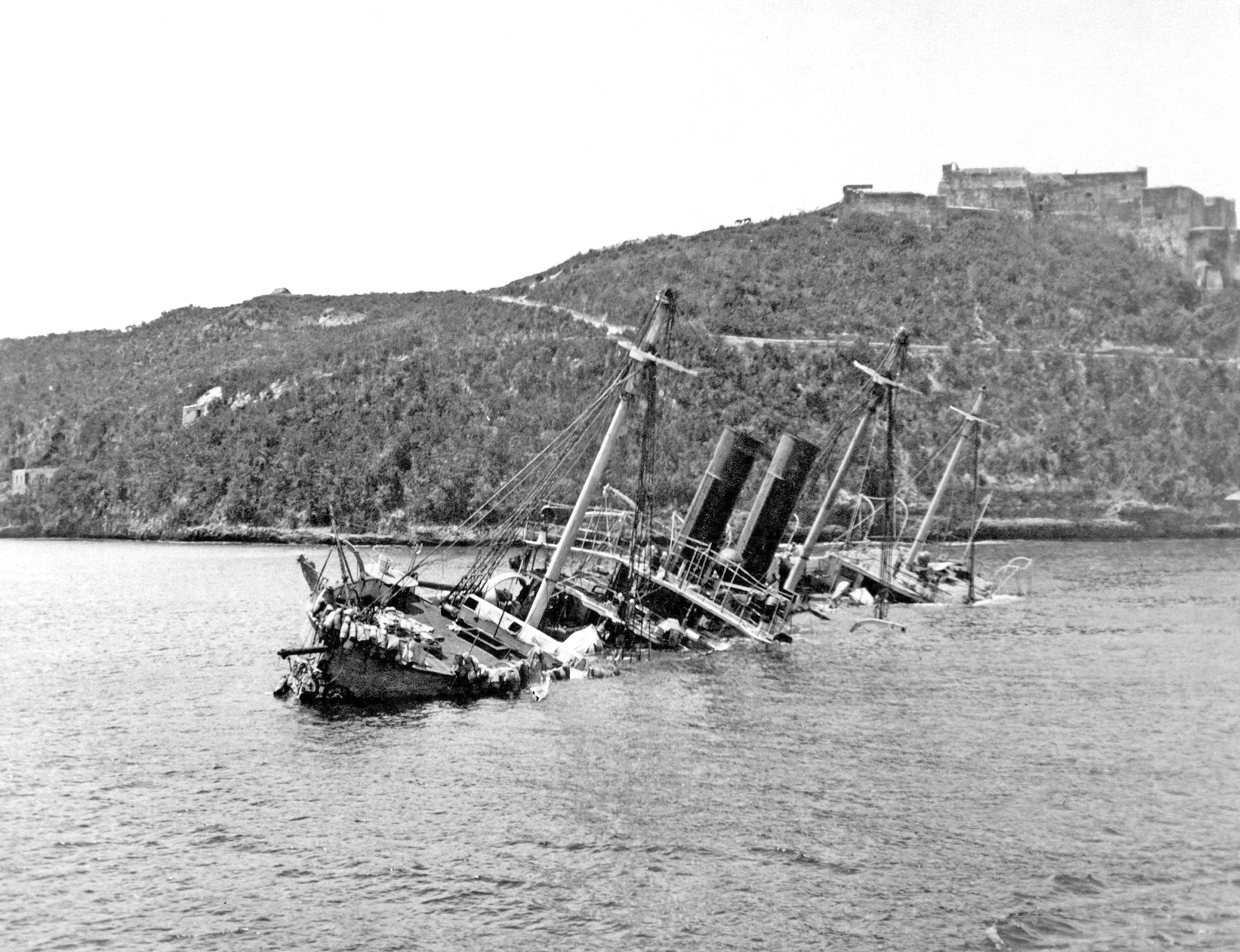
Fotografia del creuer espanyol Reina Mercedes enfonsat a la rada de Santiago de Cuba el 1898.

Alfons XIII va assumir les seves funcions com a rei el 1902. A Espanya havien mort els principals líders polítics immediatament anteriors (Cánovas assassinat el 1897 i Sagasta el 1903), també bona part dels líders republicans (Ruiz Zorrilla el 1895, Castelar el 1899 i Francesc Pi i Margall el 1901). A més, el país sortia del descoratjament provocat per la pèrdua de les últimes restes del seu imperi colonial (Cuba, Puerto Rico i Filipines) a conseqüència de la derrota en la Guerra Hispano-estatunidenca. Davant aquest estat de crisi moral, social i política, va sorgir una generació d'escriptors i pensadors, la Generació del 98, crítica amb el sistema de la Restauració; així com el corrent de pensament regeneracionista, representada principalment per Joaquín Costa.
En 1903, Nicolás Salmerón i Alejandro Lerroux van tractar d'unificar totes les tendències republicanes espanyoles en un sol partit, la Unió Republicana (UR). El programa d'aquest nou partit preveia la restauració de la Constitució de 1869, la proclamació de la República i la convocatòria de Corts Constituents. Van obtenir la victòria a les eleccions generals espanyoles de 1903 a les ciutats de Madrid (també en la seva província), Barcelona i València, amb un total de 30 escons (de 403 diputats). No obstant això, el Partit Republicà Democràtic Federal no s'integraria en la UR, i obtindria 7 escons el 1903, guanyant a la província de Barcelona. A les eleccions generals espanyoles de 1905 la UR repetiria victòria a Barcelona i València, i obtindria 27 escons, mentre que el PRDF obtindria 4 (de 404 diputats).
No obstant això, la unitat dels republicans duraria poc temps. El 1906, com a conseqüència d'una caricatura contra l'exèrcit en la revista satírica Cu-Cut!, per la qual un grup de militars va assaltar la seva seu, el govern d'Eugenio Montero Ríos es va veure obligat a dimitir (després d'intentar sancionar als militars assaltants) i el nou govern de Segismundo Moret impulso la Llei de Jurisdiccions, per la qual es posava sota jurisdicció militar les ofenses orals o escrites a la unitat de la pàtria, la bandera i l'honor de l'exèrcit. En resposta a aquesta llei va aparèixer la coalició Solidaritat Catalana, que va unir a catalanistes de la Lliga Regionalista i diversos grups republicans, entre ells el PRDF i part de la UR. La victòria del catalanisme en el si de la Unió Republicana va provocar la seva fractura, presentant-se per separat Lerroux a les eleccions generals espanyoles de 1907 (com a "republicà antisolidari") i fundant a l'any següent el Partit Republicà Radical (PRR). També en aquest any, es va fundar (segregat de la Unió Republicana) el Partit d'Unió Republicana Autonomista (PURA), blasquista, que defensava la creació d'una república espanyola democràtica, la separació de l'Església i l'Estat, la independència judicial, la creació de tribunals de comerç i l'autonomia provincial i regional.
En les eleccions de 1907, la Unió Republicana va obtenir 22 escons, 9 d'ells en el si de la Solidaritat Catalana. Dins dels 40 escons que va obtenir Solidaritat Catalana (que va escombrar en les eleccions en Catalunya), també es troben 6 del PRDF i 3 del Centre Nacionalista Republicà, partit sorgit en 1906 que reclamava l'autonomia de Catalunya, el sufragi universal i la proclamació de la república. La coalició entre blasquistes i antisolidaris va donar dos escons als primers i un als segons, per València, on van vèncer. En la repetició de les eleccions a Barcelona el 1908, van vèncer els antisolidaris de Lerroux. A més, a tots aquests s'afegeix un republicà independent que també va obtenir la seva acta de diputat.
El moviment obrer espanyol s'havia organitzat al llarg de les últimes dècades del segle xix i les primeres del segle xx, si bé, a causa de l'escassa força de la industrialització a Espanya, aquest tenia menys poder que en altres països europeus. Aquest moviment es dividia en dos corrents principals: el socialisme (representat pel Partit Socialista Obrer Espanyol (PSOE) i el sindicat Unió General de Treballadors (UGT), fundats tots dos per Pablo Iglesias, el 1879 i 1888 respectivament) i l'anarquisme (amb especial força a Catalunya i Andalusia). L'anarquisme es va manifestar en dues vies: la pacífica, i també la violenta, que pretenia estendre les idees anarquistes mitjançant magnicidis i altres actes terroristes (destacant l'assassinat de Cánovas del Castillo en 1897 i l'atemptat de Mateu Morral el 1906 contra els reis Alfons XIII i Victòria Eugènia durant el festeig nupcial, que va causar nombroses víctimes, però no es va cobrar les vides dels reis). En 1907 va néixer el sindicat Solidaridad Obrera, que unia anarquistes, socialistes i republicans catalans.
En 1902, França havia ofert a Espanya la divisió del Marroc en dues zones d'influència per a cada país, acord que finalment va ser signat en 1903 per tots dos països europeus. El 1904, França i Regne Unit van acordar que si el soldà del Marroc no aconseguia mantenir l'ordre, França i Espanya establirien sengles protectorats sobre les seves respectives zones d'influència, la qual cosa va ser confirmada per la Conferència d'Algesires de 1906. Després dels desordres de Casablanca de 1907, es va començar l'ocupació d'ambdues zones d'influència. La resistència de la guerrilla rifenya va començar aviat, la qual cosa va provocar la mobilització dels reservistes espanyols que no van poder pagar el cànon de 6.000 rals, per fer front a la quota en la impopular Guerra de Melilla, en 1909.
Solidaritat Obrera va convocar un atur de 24 hores pel 26 de juliol, dies després dels primers embarcaments de reservistes cap al Protectorat Espanyol al Marroc des del port de Barcelona. La vaga va ser seguida majoritàriament a Barcelona i diversos pobles i ciutats del seu entorn, mentre les autoritats ordenaven la sortida de l'exèrcit al carrer. En els dies següents, en arribar les notícies del Desastre del Barranco del Lobo del dia 27, en el qual van morir prop d'1.300 espanyols, la protesta antibèl·lica de Barcelona es va convertir en un fort esclat de violència anticlerical, cremant-se esglésies i convents, i duent-se a terme fins i tot profanacions de tombes. Es va declarar l'estat de guerra a la ciutat, per la qual cosa l'exèrcit va intervenir aixafant la rebel·lió, que va durar fins al 31 de juliol. Així, amb una duríssima repressió, concloïa la Setmana Tràgica de Barcelona, motiu pel qual les autoritats van executar a diverses persones, entre elles el pedagog anarquista Francesc Ferrer i Guàrdia, escollit com cap de turc. Les execucions van provocar una forta onada de protestes dins i fora del país, que van provocar el cessament d'Antoni Maura com a President del Govern, sent substituït per Segismundo Moret.

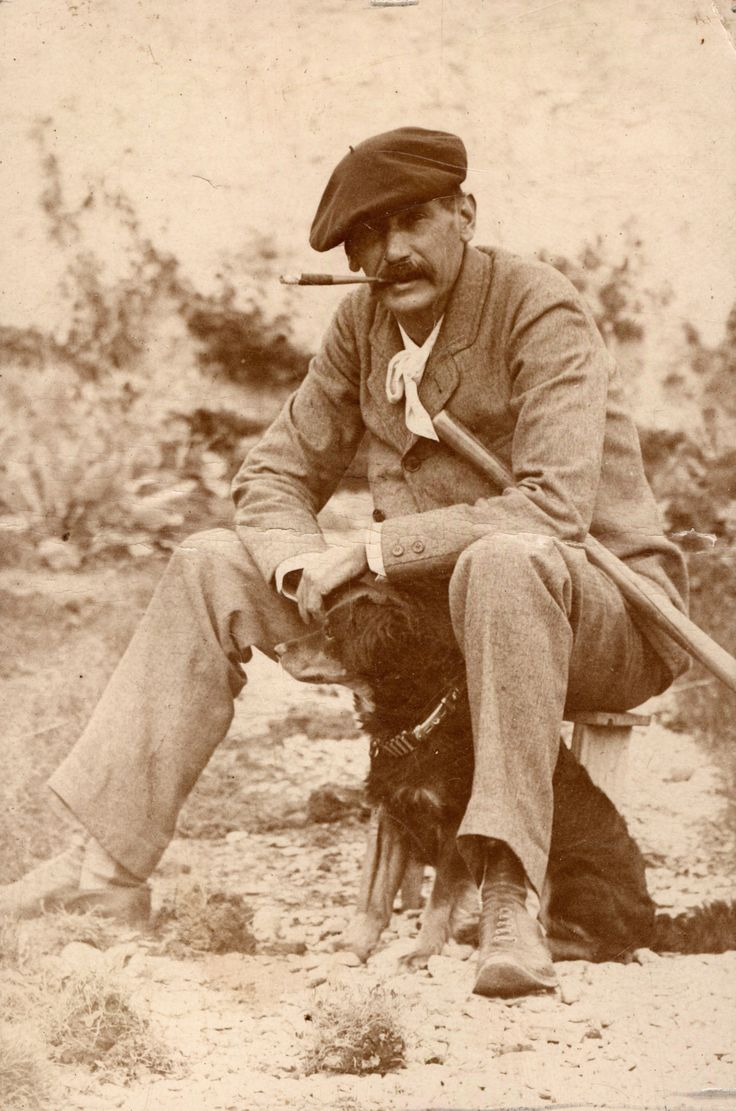
Benito Pérez Galdós.

En resposta als fets de la Setmana Tràgica, els partits republicans i el PSOE van formar la Conjunció Republicano-Socialista, presidida per Benito Pérez Galdós i Pablo Iglesias, si bé Galdós aviat es va retirar de la política (el 1913). A les eleccions generals espanyoles de 1910, la Conjunció Republicano-Socialista va obtenir 27 escons, un d'ells el de Pablo Iglesias, el primer que el PSOE va aconseguir en la seva història. La Conjunció, a més, va vèncer a Madrid, Barcelona i València. Per la seva banda, sectors catalans d'Unió Republicana, Partit Republicà Democràtic Federal i Centre Nacionalista Republicà es van unir en la Unió Federal Nacionalista Republicana (UFNR), que va obtenir 11 escons, i es va unir el 1911 a la Conjunció Republicano-Socialista. El PURA va obtenir dos escons, i també va obtenir un de propi un republicà independent.
També en 1910, va tenir lloc al país veí de Portugal la Revolució del 5 d'octubre que va proclamar la Primera República de Portugal.
L'anarquisme, si bé no podia definir-se clarament com una força republicana, sí que era clarament antimonàrquica. El 1910 es va fundar, en el si d'un congrés de Solidaritat Obrera, el sindicat Confederació Nacional del Treball, d'ideologia anarcosindicalista. També el vessant terrorista de l'anarquisme va tenir activitat aquests anys, amb els atemptats frustrats contra Antoni Maura (1910) i Alfons XIII (1913), i l'atemptat contra José Canalejas (President del Govern) el 1912.
En 1912 van abandonar la Conjunció Republicano-Socialista el PRR i la UFNR, mentre Melquíades Álvarez fundava el Partido Reformista, d'ideals republicans, laïcistes i anticaciquils. A les eleccions generals espanyoles de 1914, la Coalició Republicana entre PRR i UFNR va obtenir 11 escons, obtenint també 11 escons el Partido Reformista i 10 escons la Conjunció Republicano-Socialista, que va guanyar a Madrid i la seva província. També van obtenir un diputat cadascun el PRDF, el PURA i un republicà independent (de 408 diputats).
A les eleccions generals espanyoles de 1916, la Conjunció Republicano-Socialista i el Partit Reformista van millorar els seus resultats (13 i 12 escons respectivament, de 409), mentre queia la Coalició Republicana de PRR i UFNR (6 escons). Va aparèixer també el Bloc Republicà Autonomista, català, que va obtenir un escó, i també va obtenir un escó un republicà catalanista independent.
En 1917 hi havia a Europa una situació de forta inestabilitat, amb la incertesa pel resultat final de la Primera Guerra Mundial (en la qual Espanya era neutral), i amb la Revolució de Febrer a l'Imperi Rus, que va destronar al tsar Nicolau II de Rússia (més tard, amb la Revolució d'Octubre, es va produir el primer ascens d'un règim comunista de la història). Durant aquest any es va viure a Espanya una profunda crisi que va fer trontollar els fonaments del règim de la Restauració.
Enmig d'un profund debat de la societat entre aliadòfils (fonamentalment intel·lectuals i republicans) i germanòfils (sobretot els sectors més conservadors i l'Exèrcit), es produïa un forta alça del cost de la vida que no es veia acompanyat de les corresponents pujades salarials, augmentant les diferències entre classes. PSOE, UGT i CNT van multiplicar els seus afiliats, i ja al desembre de 1916, els sindicats UGT i CNT van cridar a una vaga contra la carestia de la vida, aconseguint l'atur total del país. Els règims de favoritismes i baixos sous dins de l'Exèrcit van portar a la creació de Juntes de Defensa de l'Arma d'Infanteria, i també de Cavalleria, en totes les Capitanies Generals del país, que van dur a terme un ultimàtum al govern de Manuel García Prieto, qui va cedir, i va dimitir al juny. Mentre, diversos polítics de la burgesia catalana, com Francesc Cambó, i altres republicans i reformistes van creure havia d'obrir-se un debat a fons en les Corts, la qual cosa va ser rebutjat. El 5 de juliol, els parlamentaris catalans es van reunir i van demanar l'autonomia de Catalunya (des de 1914 constituïda en Mancomunitat) i la convocatòria d'eleccions a Corts constituents, la qual cosa també va ser rebutjada. Per aquest motiu es va convocar a Barcelona una Assemblea de Parlamentaris extraoficial per al dia 19, reunint als diputats catalans i diversos republicans, reformistes i al socialista (Pablo Iglesias). No obstant això, malgrat les picades d'ullet llançades a l'Exèrcit des de l'Assemblea, aquest era fidel al Govern, i l'Assemblea va ser dissolta després de l'ocupació militar de la ciutat. Llavors, PSOE i UGT van preparar una gran vaga en protesta per les condicions de vida, però també en proposta d'unes Corts constituents convocades per un Govern provisional que assumís els poders legislatiu i moderador (el de la Corona). La vaga va començar el 13 d'agost, fou total a les principals ciutats i zones industrials del país, i en nombroses capitals de província, però serà aixafada de forma sagnant per l'Exèrcit.
El Govern d'Eduardo Dato va caure també, al desembre, per la qual cosa es va formar un govern de concentració, a càrrec de García Prieto, però les vagues i l'amenaça d'intervenció de l'Exèrcit feia que la situació anés de desgovern. A les eleccions del 24 de febrer de 1918, per primera vegada des de 1876, no va haver-hi majoria absoluta al Congrés, la qual cosa va portar a un nou govern de concentració. En aquestes eleccions, les forces republicanes, reformistes i socialistes van acudir en coalició, en l'anomenada "Aliança d'Esquerres", obtenint 35 escons, vencent a Madrid, València, Sevilla i a la província de Tarragona. A més, el PSOE va poder, per primera vegada, formar un grup parlamentari propi. A aquests cal afegir que Francesc Macià va obtenir un escó, presentant-se com un catalanista republicà independent.
El 1918 va acabar la Primera Guerra Mundial amb la derrota dels Imperis Centrals, després de sengles revolucions que van acabar amb l'Imperi Austrohongarès i l'Imperi Alemany, que es van convertir en repúbliques i es desmembraren en diversos estats.
Fins a 1923, a les eleccions posteriors (1919, 1920), cap partit va obtenir la majoria absoluta, la qual cosa va portar a la creació de governs de concentració inestables. El desprestigi de les Corts, i la classe política en general, va portar a un augment de l'abstenció electoral. A això s'afegia un clima de violència social, amb terrorisme anarquista (assassinat del President del Govern, Eduardo Dato, en 1921) i pistolerisme per part de la patronal.
Els moviments republicans també van perdre certa força, mentre els moviments obrers van sofrir una crisi i divisió arran de la Tercera Internacional o Internacional Comunista. Com a resultat, el PSOE va sofrir les escissions del Partit Comunista Espanyol i del Partit Comunista Obrer Espanyol en 1920 i 1921 respectivament, els quals, a diferència del PSOE, es van adherir a la Tercera Internacional. Tots dos es van unir en 1921, formant el Partit Comunista d'Espanya (PCE).
A les eleccions generals espanyoles de 1919, la Conjunció Republicano-Socialista va obtenir 15 escons i va guanyar a la província de Madrid, el Partit Reformista 6 escons, el Partit Republicà Català (PRC) (republicà i catalanista) 5 escons, el PRR 4 escons, els catalanistes republicans de Macià 2 escons, i el PRDF un escó.
A les eleccions generals espanyoles de 1920, després de la ruptura de la Conjunció Republicano-Socialista, el Partit Reformista va obtenir 9 escons, el Partit Radical i els seus afins 8 escons, el PSOE 4 escons, el PRC 2 escons, el PURA 2 escons, els catalanistes republicans de Macià 2 escons, el PRDF un escó, i un altre escó el Partit Republicà Democràtic, als quals cal afegir dos diputats republicans independents.
A les eleccions generals espanyoles de 1923 el Partit Reformista es va aliar als diferents partits liberals, obtenint 18 escons (la coalició va obtenir 222, tenint majoria absoluta) i permetent al cap reformista, Melquíades Álvarez, accedir a la Presidència del Congrés. El PRR i afins van obtenir 7 escons, el PSOE 7 escons i va guanyar a Madrid, el PRC 3 escons, el PRDF 2 escons, els catalanistes republicans de Macià 2 escons, i el PURA un escó.

### Dictadura de Primo de Rivera i caiguda de la monarquia

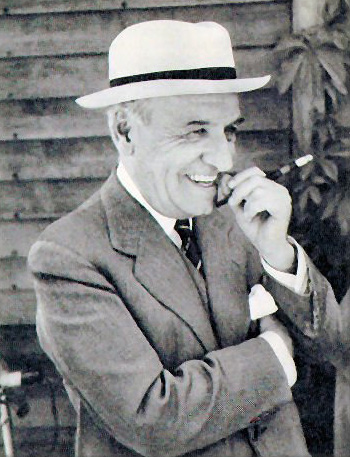
José Ortega y Gasset.

En el marc de la Guerra del Marroc, va tenir lloc el Desastre d'Annual, que va suposar una gran derrota espanyola enfront dels rifenys. En el mateix van morir prop de 14.000 persones del costat espanyol. La investigació i depuració de responsabilitats pel Desastre, motivat per un internament temerari del general Manuel Fernández Silvestre en territori hostil que va poder estar encoratjat pel mateix rei, va donar lloc l'Expedient Picasso. No obstant això, abans de produir-se la votació del Ple de la Càmera, el Capità General de Catalunya, Miguel Primo de Rivera, va donar un cop d'estat el 13 de setembre de 1923 i va iniciar una dictadura militar amb el vistiplau del monarca, Alfons XIII, en la qual es va suspendre, però no va derogar, la Constitució Espanyola de 1876. A més, es van dissoldre els ajuntaments, els partits polítics van ser prohibits i es va declarar l'estat de guerra fins al 16 de març de 1925.
En un primer moment, les forces empresarials i eclesiàstiques van recolzar activament a la dictadura, mentre que les classes mitjanes i populars la van acollir amb certa indiferència. PSOE i UGT van publicar un cautelós manifest de denúncia, i CNT i PCE van dur a terme una vaga general de 24 hores a Bilbao, però no van promoure accions de major importància.
Primo de Rivera va afrontar el problema del Marroc amb una major intervenció, al contrari del que el mateix Primo havia defensat anys abans. Així, el 8 de setembre de 1925, després d'aconseguir l'aliança i ajuda de França, va realitzar el Desembarcament d'Alhucemas, que va suposar una decisiva victòria contra la República del Rif d'Abd el-Krim. La pacificació del Protectorat espanyol del Marroc, juntament amb la bona marxa de l'economia, li van comerciejar una popularitat que el dictador va voler aprofitar per a institucionalitzar el seu règim i mantenir-se en el poder. Així, en 1925 va formar la Unión Patriótica, un "intent" de partit únic; en 1926 un sindicat vertical, l'Organització Corporativa Nacional; i el 1927 l'Assemblea Nacional Consultiva, una espècie de Parlament sense poder legislatiu i d'elecció en part corporativa i en part vitalícia. També va intentar crear una nova Constitució, però va fracassar.

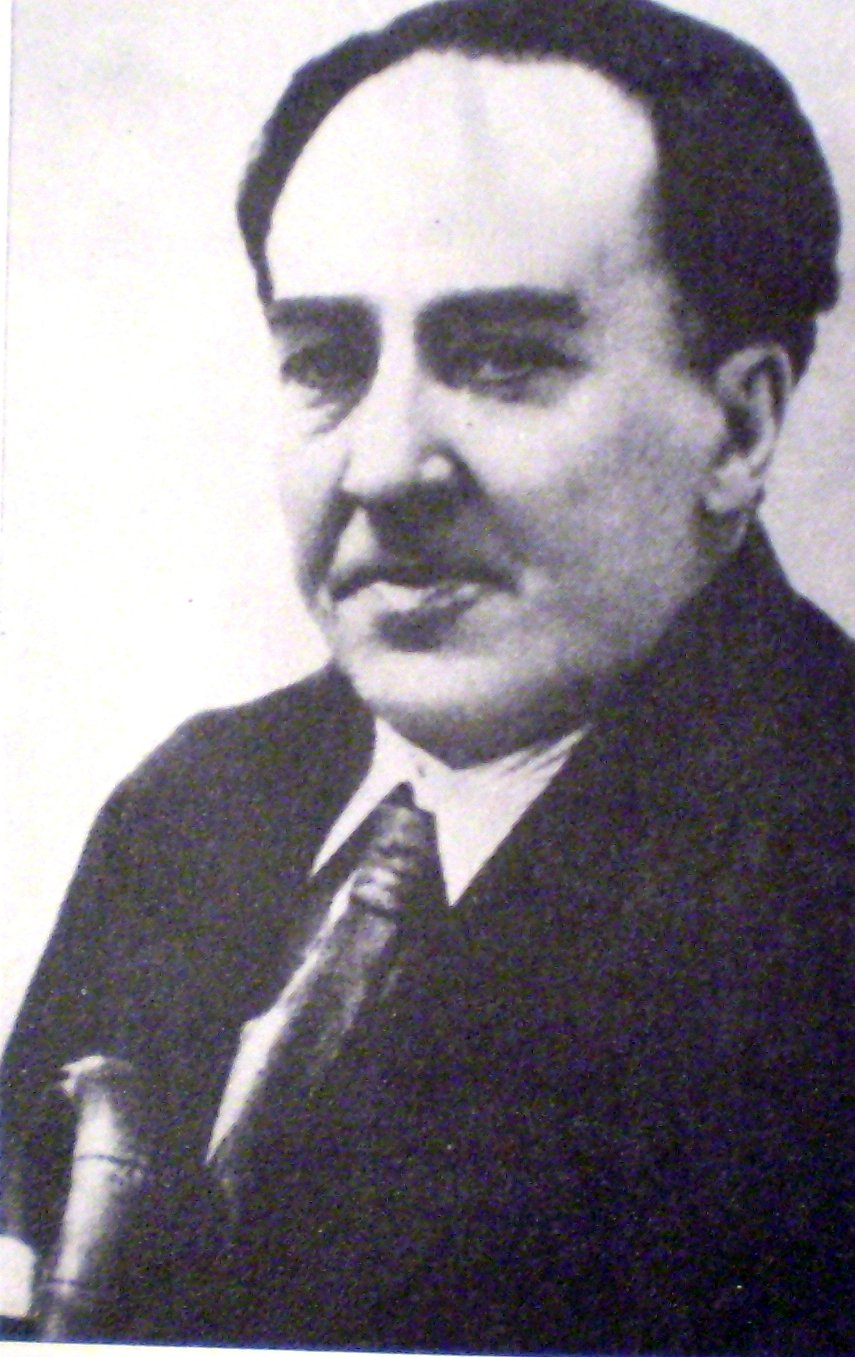
Antonio Machado.

Amb una economia asfixiada pel dèficit, i la constatació dels intents d'institucionalització d'una dictadura corporativista, en part imitadora de la de Benito Mussolini a Itàlia, Primo de Rivera va començar a perdre suports. De fet, ja en 1926 havia tingut lloc un pronunciament fracassat en contra de la dictadura, la Sanjuanada. La UGT i el PSOE, que sota la direcció de Francisco Largo Caballero havien col·laborat amb la dictadura, es van alinear llavors amb els contraris al règim en 1928. L'Aliança Republicana va reunir a personalitats de la cultura, com Miguel de Unamuno, Antonio Machado, Gregorio Marañón o Manuel Azaña, entre d'altres.
Els fracassos de bona part de les iniciatives legals de la dictadura, l'enfrontament amb bona part del sector universitari i de l'obrer, i les pressions dels qui amb anterioritat havien recolzat Primo de Rivera van fer que la dictadura anés descomponent-se. En 1930, l'amenaça d'un pronunciament militar en contra seva va fer que Primo de Rivera dimitís finalment el 28 de gener. El va substituir el general Dámaso Berenguer.
El nou govern, conegut popularment com la Dictablanda, va intentar retornar a la vida constitucional normal anterior a 1923. No obstant això, el rebuig a la dictadura de Primo de Rivera s'havia unit al rebuig a la monarquia que l'havia sustentat. Bona part dels intel·lectuals del país, i polítics que amb anterioritat havien militat en les files liberals, com Niceto Alcalá-Zamora, van passar a recolzar una República. El 17 d'agost de 1930, gairebé totes les forces republicanes van signar el Pacte de Sant Sebastià, que va constituir un Comitè revolucionari.
En símbol de la caiguda imminent de la monarquia es va convertir l'article de José Ortega y Gasset publicat en el diari El Sol el 14 de novembre, titulat "El error Berenguer", i que concloïa amb les paraules Delenda est Monarchia.
Per a desembre s'estava preparant un pronunciament militar republicà, que actuava d'acord amb el Comitè revolucionari. No obstant això, el capità Fermín Galán, que anava a dirigir l'aixecament a Jaca, es va avançar, i va iniciar la insurrecció de Jaca el 12 de desembre, en la qual va proclamar la República a Jaca i Ayerbe, però seria derrotat abans d'arribar a Osca. Galán, juntament amb el capità Ángel García Hernández, van ser afusellats el diumenge 14. El dilluns 15 de desembre la vaga va ser general arreu d'Espanya, però no va ser ordenada per la Casa del Pueblo de Madrid i els aviadors republicans que havien pres Cuatro Vientos van haver de retirar-se a Portugal. Bona part del Comitè revolucionari va ser detingut.
El 14 de febrer de 1931, el rei va substituir Berenguer per l'almirall Juan Bautista Aznar-Cabañas. Es va alliberar els membres del Comitè revolucionari, rebuts entre aclamacions. Mentre, la vaga es va estendre per les universitats d'arreu del país.

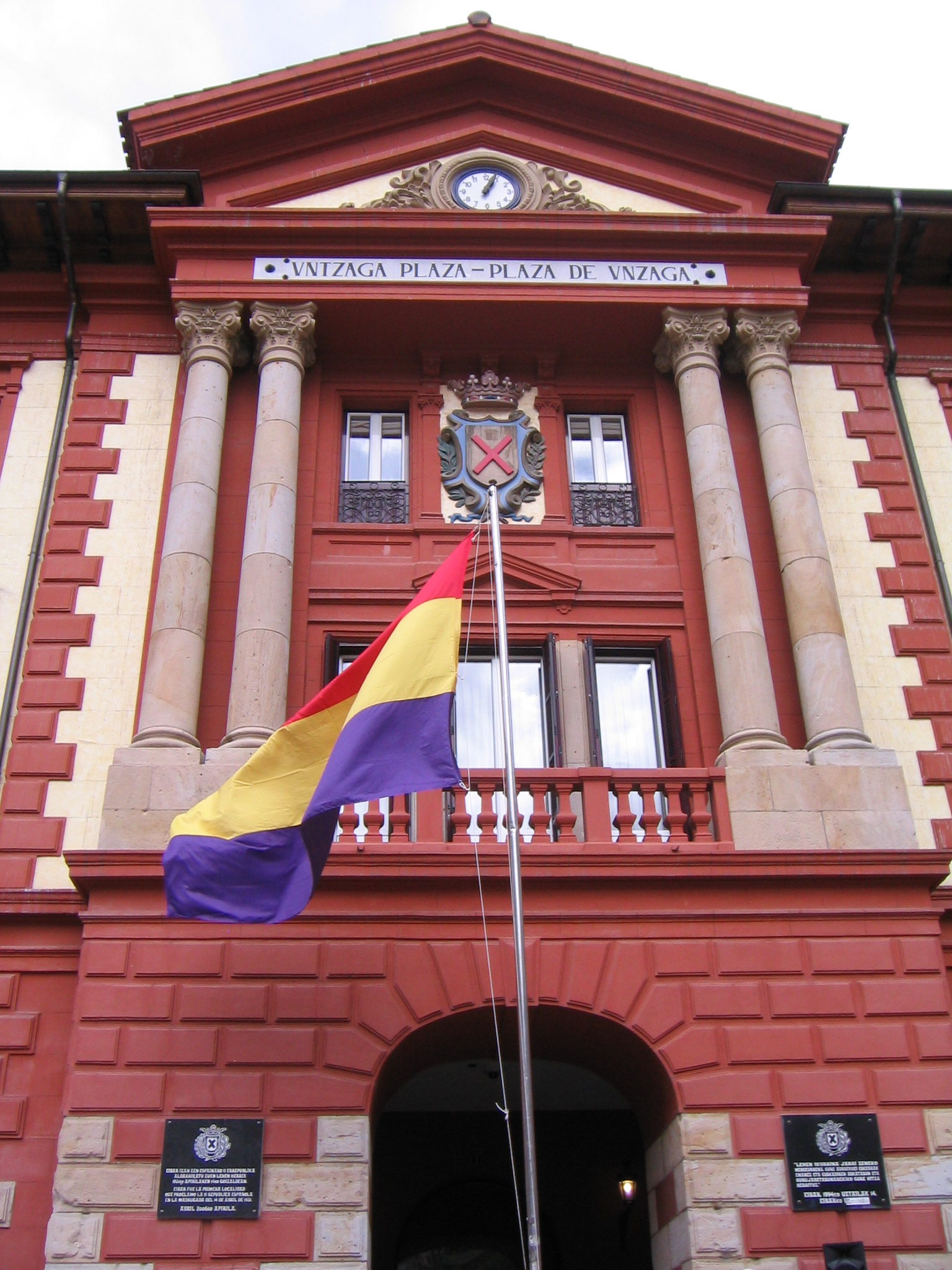
Bandera republicana hissada en el 77 aniversari de la proclamació de la República a Eibar.

El Govern va convocar eleccions municipals pel 12 d'abril, a les quals republicans i socialistes es van presentar en coalició. Aviat, les eleccions van prendre el caire de plebiscit sobre la monarquia. La victòria dels republicans a 41 de les 50 capitals de província i a totes les aglomeracions urbanes importants va portar a la proclamació de la República i a hissar la bandera tricolor a Eibar en la matinada del dia 14 d'abril. A la tarda, van seguir el seu exemple Barcelona, Madrid i la resta de ciutats espanyoles, enmig del goig de carrer. Els membres del Comitè revolucionari es van convertir en Govern provisional, enmig del suport o passivitat de la Guàrdia Civil i l'Exèrcit, mentre el rei, Alfons XIII, marxava a l'exili.

## Transició i democràcia
Després de la mort del dictador Francisco Franco el 20 de novembre de 1975 va començar el regnat de Joan Carles I, que es plantejava com una transició política.

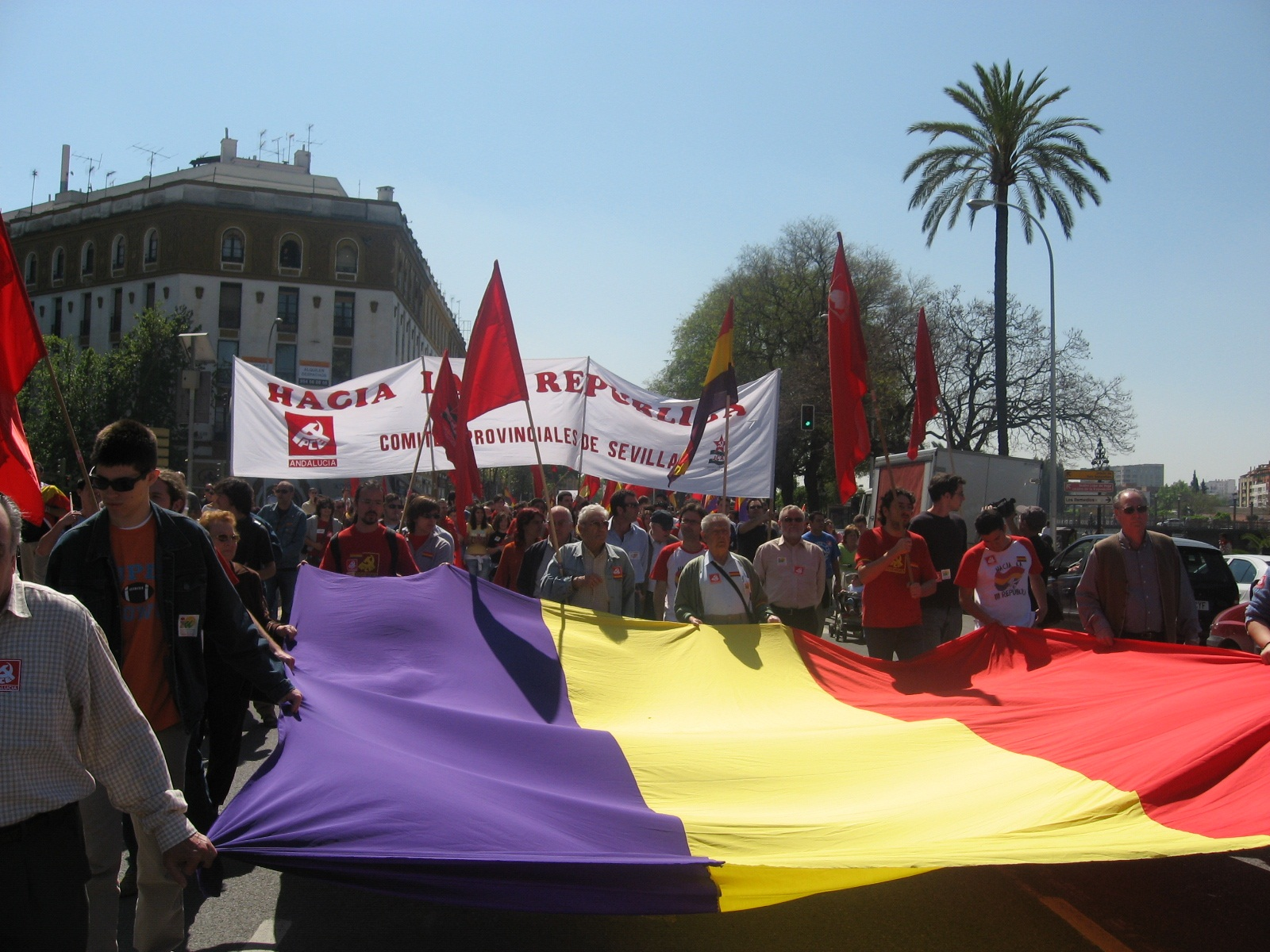
Manifestació per la III República a Sevilla (14-4-2006)

Els principals partits republicans eren el PCE de Santiago Carrillo i Dolores Ibárruri la Pasionaria (dirigents històrics en l'exili), amb una presència clandestina difícil de quantificar, però amb una notable organització que el feia destacar entre els altres partits, i un PSOE dividit en dos sectors, un de majoritari en l'exili, anominat sector històric, i un altre majoritari en la clandestinitat de l'interior, anomenat sector renovat, dirigit pel sevillà Felipe González. L'aproximació a altres sectors polítics, com els democristians i fins i tot elements monàrquics, va donar com a resultat la constitució d'òrgans de coordinació, com la Platajunta. L'opció republicana (igual que altres reivindicacions esquerranes, pròpies del moviment obrer) no era considerada com la primera prioritat, postergant-se en benefici d'altres reivindicacions, com les llibertats públiques, la legalització de partits i sindicats, l'amnistia o l'obtenció d'estatuts d'autonomia en alguns territoris. Durant els primers anys de regnat, l'oposició proposava una Ruptura oposada a la Reforma propiciada pel Monarca i plantejada pels successius presidents del govern (nomenats per ell mateix): primer l'immobilista Carlos Arias Navarro, que també ho havia estat de Franco, i després l'aperturista Adolfo Suárez.

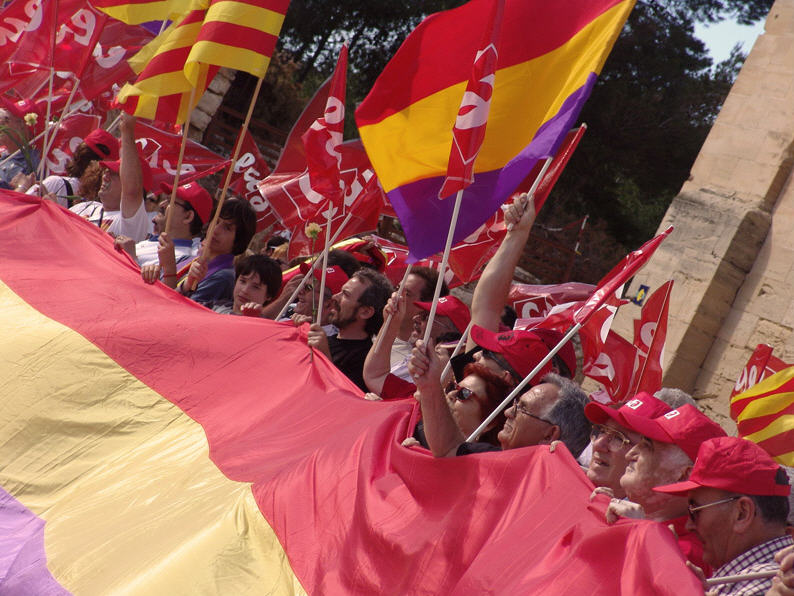
Militants d'Esquerra Unida i Alternativa (IU) a Corbera d'Ebre

Després de la legalització del Partit Comunista d'Espanya el 9 d'abril de 1977, Santiago Carrillo va pronunciar un discurs en el qual s'acceptava la futura monarquia parlamentària, flanquejat en un costat per la clàssica bandera roja comunista decorada amb la falç i el martell, i en l'altre per la bandera d'Espanya de dos colors, vermell i groc, i no l'habitual bandera republicana de tres colors: vermell, groc i morat. Va ser molt destacat el fet que, malgrat situar-se més a l'esquerra que el PSOE, el Partit Comunista d'Espanya acceptés públicament Joan Carlrs I com a Cap d'Estat abans que altres formacions polítiques provinents de l'oposició al franquisme, com el Partit Socialista Obrer Espanyol, que trigarien un temps més. La decisió de Carrillo va ser presa a petició expressa del govern de Suárez, que ho considerava necessari davant la fortíssima oposició que suscitava en l'exèrcit la legalització del Partit Comunista (no tant la dels altres).
Cap partit que propugnés obertament la república com a forma d'estat podia presentar-se a les eleccions de 1977, la qual cosa va ser esquivat per la major part de partits amb definicions ambigües. El fet va ser denunciat pel denominat govern de la República espanyola en l'exili, que no obstant això va admetre la validesa de les eleccions i es va dissoldre.

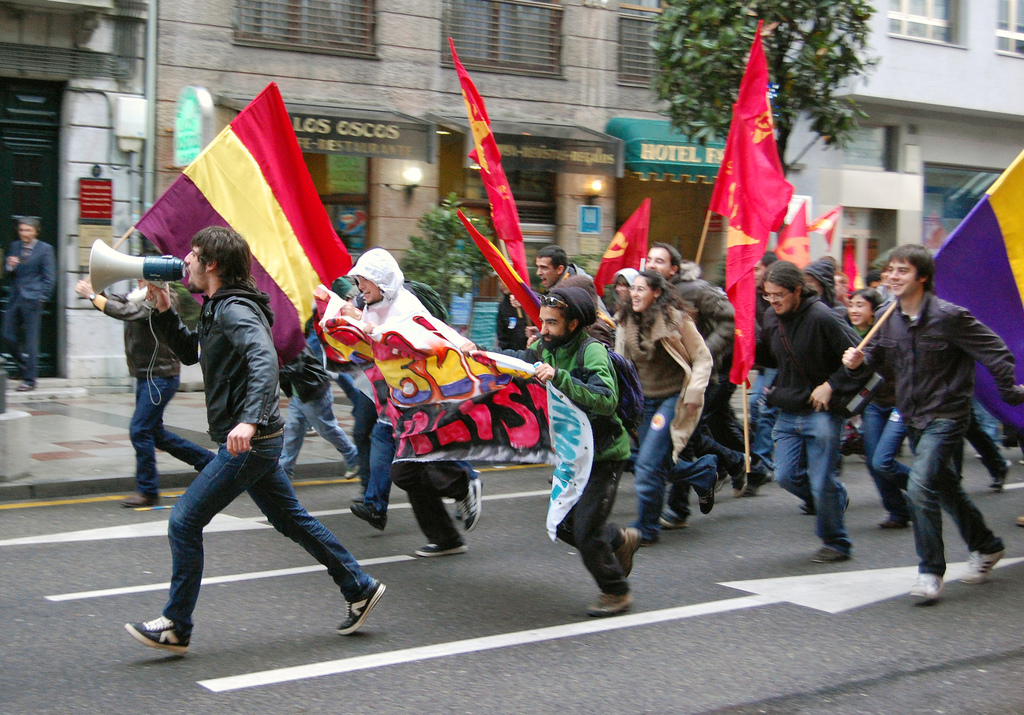
Manifestació en Oviedo a favor de la III República a l'abril de 2009.

El republicanisme sofriria una pràctica desaparició del debat polític. La recuperació de la seva presència va venir a partir de 1986, amb la formació de la coalició de partits Izquierda Unida amb el PCE com a principal força, i presència de nombrosos partits extraparlamentaris, entre els quals es trobaven alguns partits republicans tradicionals, com Izquierda Republicana i el sector històric del PSOE, reanomenat PASOC, així com alguns partits anteriorment escindits del PCE, com el Partit Comunista dels Pobles d'Espanya. El republicanisme va passar a ser una d'entre els molts senyals d'identitat de la coalició, juntament amb el pacifisme, l'ecologisme i altres moviments socials, entre els quals el principal va seguir sent l'orientació esquerrana del moviment obrer. Els millors resultats electorals d'aquesta coalició es van obtenir a les eleccions generals espanyoles de 1996, quan va obtenir el major nombre d'escons (21) en tota la seva història. A partir d'aquest moment va començar un marcat declivi, passant a ser dos a les eleccions generals espanyoles de 2008. A Catalunya, Esquerra Republicana de Catalunya, reorientada en un sentit independentista, va augmentar notablement els seus resultats electorals fins a convertir-se en un dels membres del govern tripartit de la Generalitat de Catalunya, i va obtenir una significativa presència a les eleccions generals de 2004 (8 diputats), reduint-se sensiblement a les de 2008 (3 diputats).
A Andalusia el 26 de juliol de 2007 es crea la Red de Municipios por la Tercera República, quan onze ajuntaments andalusos van presentar al Parlament d'Andalusia una moció per sol·licitar l'obertura d'un procés constituent que permetés la instauració d'una república a Espanya.
En els últims anys s'ha experimentat un nou auge de republicanisme a Espanya, especialment entre els joves, segons diferents enquestes dutes a terme per diversos diaris nacionals.